# Sant Filiç
Saint-Félix és un municipi francès, situat al departament de l'Alier i a la regió d'Alvèrnia-Roine-Alps. L'any 2007 tenia 325 habitants.

## Demografia

### Població
El 2007 la població de fet de Saint-Félix era de 325 persones. Hi havia 113 famílies de les quals 12 eren unipersonals (4 homes vivint sols i 8 dones vivint soles), 35 parelles sense fills, 62 parelles amb fills i 4 famílies monoparentals amb fills.
La població ha evolucionat segons el següent gràfic:
Habitants censats

### Habitatges
El 2007 hi havia 123 habitatges, 113 eren l'habitatge principal de la família, 3 eren segones residències i 8 estaven desocupats. 122 eren cases i 1 era un apartament. Dels 113 habitatges principals, 101 estaven ocupats pels seus propietaris, 10 estaven llogats i ocupats pels llogaters i 2 estaven cedits a títol gratuït; 1 tenia dues cambres, 13 en tenien tres, 54 en tenien quatre i 46 en tenien cinc o més. 91 habitatges disposaven pel capbaix d'una plaça de pàrquing. A 30 habitatges hi havia un automòbil i a 79 n'hi havia dos o més.

### Piràmide de població
La piràmide de població per edats i sexe el 2009 era:
| Homes | Edats   | Dones |
| ----- | ------- | ----- |
| 0     | 95 o +  | 0     |
| 2     | 90 a 94 | 0     |
| 2     | 85 a 89 | 3     |
| 1     | 80 a 84 | 1     |
| 3     | 75 a 79 | 2     |
| 2     | 70 a 74 | 3     |
| 3     | 65 a 69 | 4     |
| 7     | 60 a 64 | 3     |
| 2     | 55 a 59 | 7     |
| 4     | 50 a 54 | 4     |
| 13    | 45 a 49 | 9     |
| 9     | 40 a 44 | 9     |
| 16    | 35 a 39 | 15    |
| 11    | 30 a 34 | 14    |
| 7     | 25 a 29 | 8     |
| 3     | 20 a 24 | 5     |
| 9     | 15 a 19 | 12    |
| 12    | 10 a 14 | 12    |
| 12    | 5 a 9   | 5     |
| 9     | 0 a 4   | 8     |

## Economia
El 2007 la població en edat de treballar era de 212 persones, 167 eren actives i 45 eren inactives. De les 167 persones actives 163 estaven ocupades (87 homes i 76 dones) i 4 estaven aturades (1 home i 3 dones). De les 45 persones inactives 14 estaven jubilades, 21 estaven estudiant i 10 estaven classificades com a «altres inactius».

### Ingressos
El 2009 a Saint-Félix hi havia 121 unitats fiscals que integraven 352 persones, la mediana anual d'ingressos fiscals per persona era de 17.354 €.

### Activitats econòmiques
Dels 7 establiments que hi havia el 2007, 1 era d'una empresa alimentària, 2 d'empreses de construcció, 2 d'empreses de comerç i reparació d'automòbils, 1 d'una empresa d'informació i comunicació i 1 d'una empresa de serveis.
L'únic servei als particulars que hi havia el 2009 era un paleta.
L'únic establiment comercial que hi havia el 2009 era una carnisseria.
L'any 2000 a Saint-Félix hi havia 7 explotacions agrícoles.

## Equipaments sanitaris i escolars
El 2009 hi havia una escola maternal integrada dins d'un grup escolar amb les comunes properes formant una escola dispersa.

## Poblacions més properes
El següent diagrama mostra les poblacions més properes.